# Демирхисарска каза
Демирхисарската каза е каза в Османската империя, част от Сярския санджак на Солунския вилает в началото на XX век. Център на казата е град Валовища (Демир Хисар), а нахия е Кара Таш.
В 1895 година по Османското салнаме Демирхисарската каза има 15 569 души мухамедани и 26 086 немухамедани. Към 1900 година според статистиката на Васил Кънчов („Македония. Етнография и статистика“) казата брои 30 890 българи християни, 1150 българи мухамедани, 14 690 турци, 650 черкези, 350 гърци християни, 2165 власи, 1575 цигани, или общо 51 470 души.
След Балканските войни казата остава в границите на Кралство Гърция.